# My Prerogative
My Prerogative (Mé neodvolatelné právo) je píseň Britney Spears, kterou vydala v roce 2004. Píseň v originále nazpíval Bobby Brown.

## Videoklip
Klip režíroval Jake Nava a je v něm i zinscenována svatba Britney Spears s jejím tehdejším manželem Kevinem Federlinem. Videoklip byl jindy k Britney velmi kritickým časopisem Rolling Stone označen za nejlepší klip roku 2004. Ironicky server Muchmusic toto video prohlásil za nejhorší v témže roce.

## Hitparádové úspěchy
V USA tato coververze nezaznamenala úspěch. Píseň se nedostala do pořadí Billboard Hot 100. Přesto se singlu celosvětově prodalo přes 1,1 milionu kopií.

## Umístění ve světě
| Hitparáda          | Umístění |
| ------------------ | -------- |
| USA                | 101      |
| Evropská hitparáda | 1        |
| Finsko             | 1        |
| Francie            | 18       |
| Maďarsko           | 5        |
| Indonésie          | 1        |
| Irsko              | 1        |
| Itálie             | 1        |
| Japonsko           | 98       |
| Mexiko             | 6        |
| Nový Zéland        | 17       |
| Norsko             | 1        |
| Filipíny           | 1        |
| Švédsko            | 6        |
| Švýcarsko          | 4        |
| Tchaj-wan          | 1        |
| Tokio              | 10       |
| Velká Británie     | 3        |
| Ukrajina           | 2        |
| Světová hitparáda  | 3        |